# إدوارد دبليو. برايس
إدوارد دبليو. برايس (بالإنجليزية: Edward W. Price)‏ هو مهندس أمريكي، ولد في 1921، وتوفي في 12 يونيو 2012.